# Jaspé

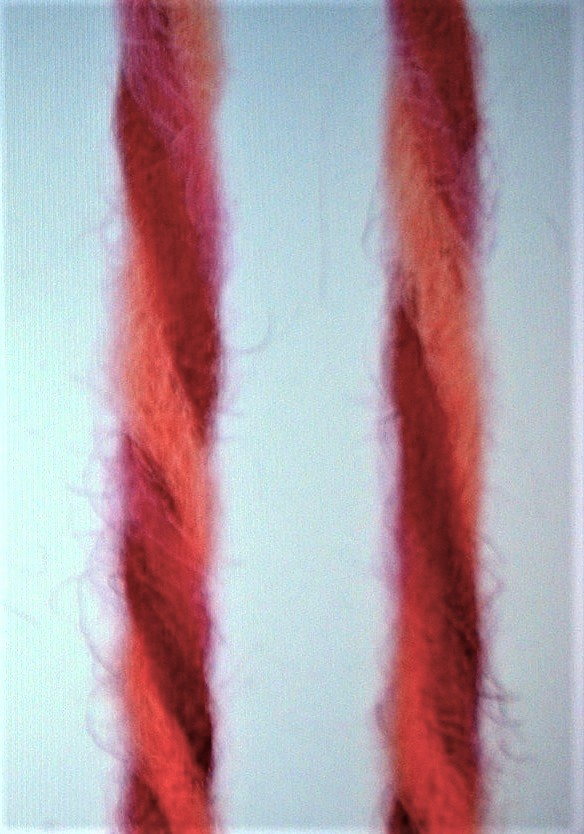
Dvoubarevné jaspé

Jaspé je příze předená (ne skaná) ze dvou různobarevných přástů.
Název pochází od minerálu jaspis, který má podobný mramorovitý vzhled. 
V angličtině se tyto příze většinou nazývají marl (slín).  Podle některých definicí a v praxi obchodu s přízemi na ruční pletení je marl yarn příze skaná z různobarevných nití, pro kterou se však všeobecně používá pojem muliné.
Příze se vyrábí s nízkým zákrutem, většinou z bavlny, známé je však také hedvábné a vlněné jaspé. Protože se tyto příze zpravidla vyrábí jen v malých partiích, jsou poměrně drahé.
Jaspé tkaniny se často podobají gabardénu s velmi rovným žebrováním. Podobný efekt ve tkanině se nechá také dosáhnout levnějšími přízemi muliné, kterými se často nahrazují. Nejméně jedna z obou komponent (osnova nebo útek) musí být z jaspé příze. Jako rarita je známá tkanina jaspé-muliné, z kombinace obou druhů přízí.
S označením jaspé se prodávají např. guatemalské ikatové tkaniny.

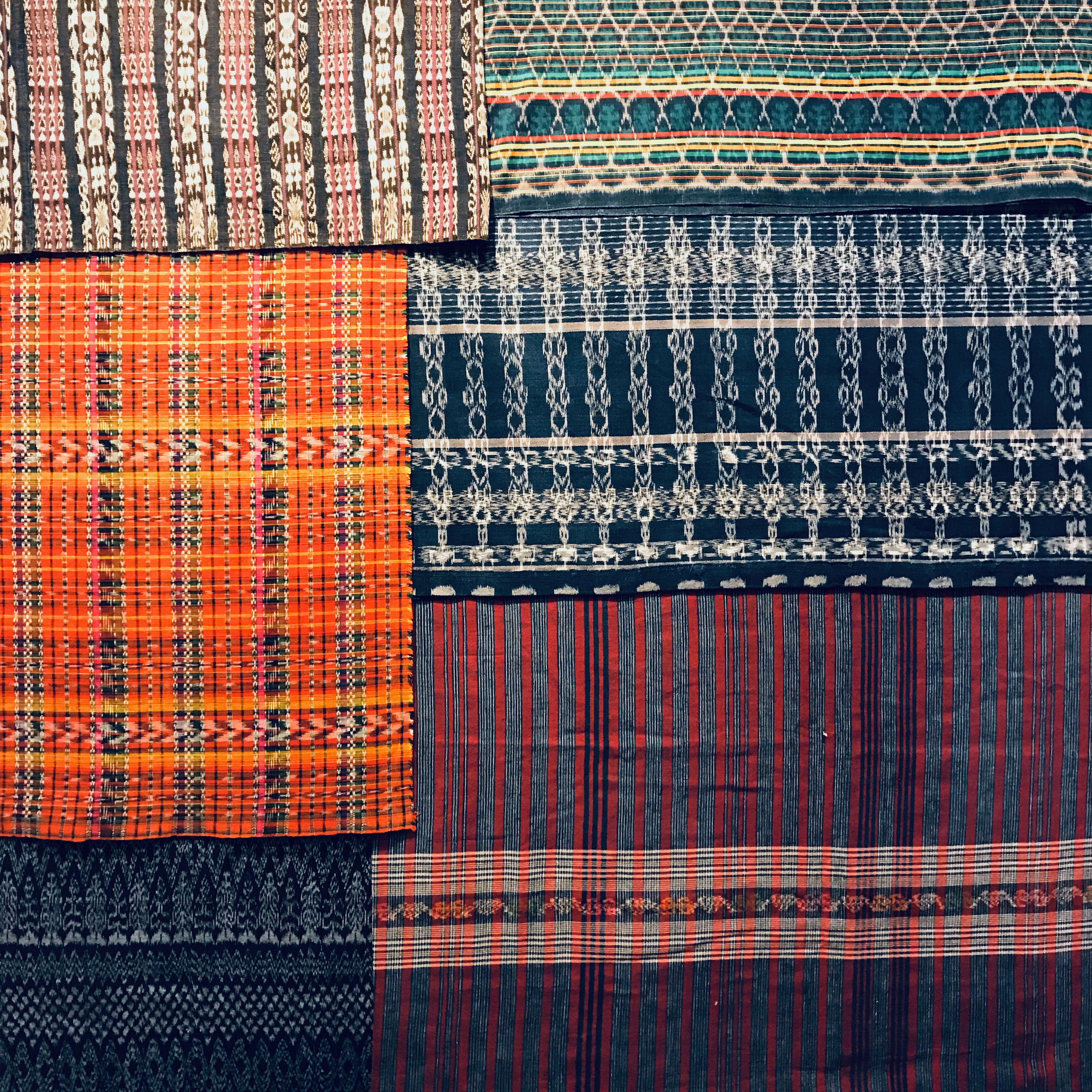
Guatemalský ikat zvaný jaspé